# 布伊多绍·阿戈陶
布伊多绍·阿戈陶（匈牙利語：Bujdosó Ágota，1943年6月2日—2025年3月30日），匈牙利前女子手球运动员。她曾代表匈牙利国家队参加1976年夏季奥林匹克运动会手球比赛，获得一枚铜牌。